# Роменська волость
Роменська волость — адміністративно-територіальна одиниця Роменського повіту Полтавської губернії з центром у повітовому місті Ромни.
Станом на 1885 рік складалася з 28 поселень, 22 сільських громад. Населення — 8113 осіб (3875 чоловічої статі та 4238 — жіночої), 1312 дворових господарства.
|                     | Площа, десятин | У тому числі орної, дес. |
| ------------------- | -------------- | ------------------------ |
| Сільських громад    | 5292           | 3879                     |
| Приватної власності | 6243           | 3529                     |
| Іншої власності     | 231            | 217                      |
| Загалом             | 11766          | 7625                     |

Основні поселення волості:
- Овлаші — колишнє державне та власницьке село при річці Хмелівка, 450 осіб, 56 дворів, православна церква, 2 вітряний млини.
- Житне — колишнє власницьке село при річці Ромен, 815 осіб, 157 дворів, православна церква, постоялий будинок, 9 вітряний млинів, 2 маслобійних заводи.
- Коржі — колишнє державне та власницьке містечко при річці Хмелівка, 1070 осіб, 185 дворів, православна церква, постоялий будинок, 2 кузні, 14 вітряний млинів, маслобійний завод.
- Лозова — колишнє власницьке село при річці Сула, 922 особи, 122 двори, православна церква, школа, постоялий будинок, 4 вітряних млинів, цегельний і винокурний заводи.
- Плавинище — колишнє власницьке село при річці Сула, 460 осіб, 86 дворів, православна церква, постоялий будинок.
- Процівка — колишнє власницьке село при річці Ромен, 730 осіб, 140 дворів, православна церква, кузня, 3 вітряних млини, цегельний завод.

Старшинами волості були:
- 1900—1907 роках — селянин Андрій Степанович Гальченко[2],[3],[4],[5];
- 1913—1916 роках — Федір Іванович Волинський[6],[7],[8].